# 2003年西北大学反日风波
2003年西北大学反日风波指的是2003年10月30日中国陕西省西安市西北大学发生的中国学生抗议反对日本留学生和老师的据说的“辱华行为”的事件。此事后来蔓延到西安市的多所高校，引发连锁抗议。事件最终在政府的干预下平息。

## 历史背景
日本占领中国东三省多年以及发动中国抗日战争对中国民众所带来的伤害，加深了这种民族间的仇恨。2003年正值小泉纯一郎担任日本首相。小泉强硬的外交手段以及对待靖国神社问题的态度，使得中国国内民众对其产生反感。
在此次事件发生前不久的8月4日，齐齐哈尔发生的当年日军遗留武器伤害民众的事件，以及9月间日本人在珠海集体嫖妓的事情，更加催化了这种反日情绪。

## 事件经过
综合网上的一些资料记录，事件的导火线为2003年10月29日晚西北大学外国语学院外语文化节闭幕晚会。当时在校的日本籍老师刚田以及包括野田直树在内的三名留学生有一个表演节目。在之前的排练中，他们的并未有表明将会演出当晚的表演内容。据网络流传的消息称在当晚的表演过程中，他们的胸前佩戴红色胸罩，并装有纸屑以在表演中撒出，腹部用绳子系着倒扣的纸杯。直至结束他们的表演维持了5分钟。
第二天也就是30日早上，大批本校学生围住留学生公寓。有女学生在该建筑墙上贴上表明此事的大字报，校方领导要求该女生撕下大字报遭到拒绝。下午4时，校方开始封锁校园。校长宣布开除参演的日本老师和学生，但围住留学生公寓的中国学生要求日本人亲自出来道歉，双方陷入僵局。部分学生更冲入留学生公寓，将拦阻的工作人员拉出来扔进水池。有学生被校方安全人员扣留。同时西安电子科技大学、西北工业大学、西安交通大学、长安大学等校学生得知此事后开始筹备上街游行活动。
晚上8时，部分西北大学学生上街游行，向市民派发传单说明此事。晚上10时学生派出代表，带着国旗向校方表明他们的行动是出于爱国，再次要求相关日本人当面出来道歉并释放扣留中国学生。校方拒绝。11时左右西安电子科技大学的声援学生冲进西北大学，向西北大学校方领导提出同样要求，遭拒绝后双方发生冲突。最终中国学生群冲进留学生楼将部分日本人拉出来，但后来日本人在校方保护下离去。西安市的防暴警察也到达现场，情况开始受到控制，当时的陕西省教育厅厅长到场呼吁中国学生返回宿舍，但仍有部分西北大学本校学生滞留。
31日西安各高校封闭，但仍有学生上街游行。游行队伍除了到各高校寻找声援的学生（如当时的西安外国语学院，学生已冲进校内。其余学校如西北政法学院、陕西师范大学则因学校关门只在门外）外，还将长安北路与二环南路交错的立交桥附近的一家日本料理店的门窗打烂。

## 事后处理
事后，据官方报道相关的日本教师被解聘，三名留学生被西北大学开除。
部分境外媒体也引用国内部分论坛中参与学生所发出的贴的内容对此事进行综合报道。

## 后续报道
有博客写作人和贴子称，他从曾观看表演的同事处得知当时日本人的表演并无侮辱中国人的话语，只是表演本身比较下流。刘小彪的说法印证了这一点。表演时三人身上写的字样是“寿司・忍者・毛沢東・謝謝・中日友好・看什麼”。